# Malawania
Malawania anachronus
Genre
Espèce
Malawania est un genre éteint d'ichthyosaures de la famille des Ichthyosauridae. Il a vécu durant le Crétacé inférieur (Hauterivien supérieur – Barrémien), soit il y a environ entre 130 et 125 Ma (millions d'années), dans ce qui est aujourd'hui l'Irak.
La seule espèce connue est Malawania anachronus. Elle a été nommée en 2013 par Valentin Fischer (d), Robert M. Appleby, Darren Naish, Jeff Liston, JB Brindley et Pascal Godefroit.

## Étymologie
Du kurde « malawan » signifiant « nageur » et du grec latinisé « anachronus » signifiant « hors du temps ».

## Publication originale
- (en) Valentin Fischer, Robert M. Appleby, Darren William Naish, Jeff Liston, James B. Riding, Stephen Brindley et Pascal Godefroit, « A basal thunnosaurian from Iraq reveals disparate phylogenetic origins for Cretaceous ichthyosaurs », Biology Letters, Royal Society, vol. 9, no 4,‎ 15 mai 2013, p. 20130021 (ISSN 1744-9561 et 1744-957X, OCLC 474499746, PMID 23676653, PMCID 3730615, DOI 10.1098/RSBL.2013.0021, lire en ligne).